# Tožice
Tožice je vesnice v okrese Benešov, která je místní částí města Bystřice. Leží asi čtyři kilometry jihozápadně od Bystřice a šest kilometrů severně od města Votice. Kolem vesnice prochází silnice číslo I/3 (E55) z Prahy do Českých Budějovic a hlavní železniční trať Praha – České Budějovice. Tožice leží v katastrálním území Božkovice.

## Gramatika
Tožice je podstatné jméno rodu ženského a skloňuje se podle vzoru nůše. Správné skloňování je tedy Tožice bez Tožice - nikoliv bez Tožic. V místě a okolí se říká na Tožici, nikoliv v Tožici.

## Historie
První písemná zmínka o vesnici pochází z roku 1205.
Za druhé světové války se ves stala součástí vojenského cvičiště Zbraní SS Benešov a její obyvatelé se museli 1. dubna 1944 vystěhovat.

## Pamětihodnosti
Ve vsi se nachází původně románský kostel sv. Martina z počátku 11. století (některé indicie napovídají, že by mohl být ještě o jedno století starší), který byl v 16. a 18. století upravován. Uvnitř kostela jsou náhrobky Trmalů z Tožic. Z kostela pochází gotická bronzová monstrance, o které se v knize Zlatá doba měst českých z roku 1913 zmiňuje Zikmund Winter: „Křišťálovou neb skleněnou nádobku na hostii objímá gotický rámec, jenž se na obou stranách rozšiřuje fiálami, pilířky, oblouky v křídla architektonického rázu. Je to jako malý oltář gotický, na noze se rozevírající.“
V současnosti (rok 2015) se v tožickém kostele konají pravidelné mše svaté vždy v neděli v 11:30 nebo ve 12.30 a o některých církevních svátcích.
Na kopci nad vesnicí (zvaném Vrch) jsou zbytky terasovitého hrazení slovanského hradiště z raného středověku (10.–11. století). V době obsazení Tožice německým vojskem za druhé světové války byla na Vrchu postavena dřevěná pozorovatelna, ze které se však do současnosti žádné pozůstatky nedochovaly.

## Sbor dobrovolných hasičů
Tožičtí dobrovolní hasiči sdružují více než polovinu obyvatel vesnice. S kolísavými výsledky se každoročně účastní soutěží v požárním sportu. Největší akcí, kterou organizují, jsou letní taneční zábavy pořádané počátkem července pod širým nebem na tožické návsi.

## Galerie

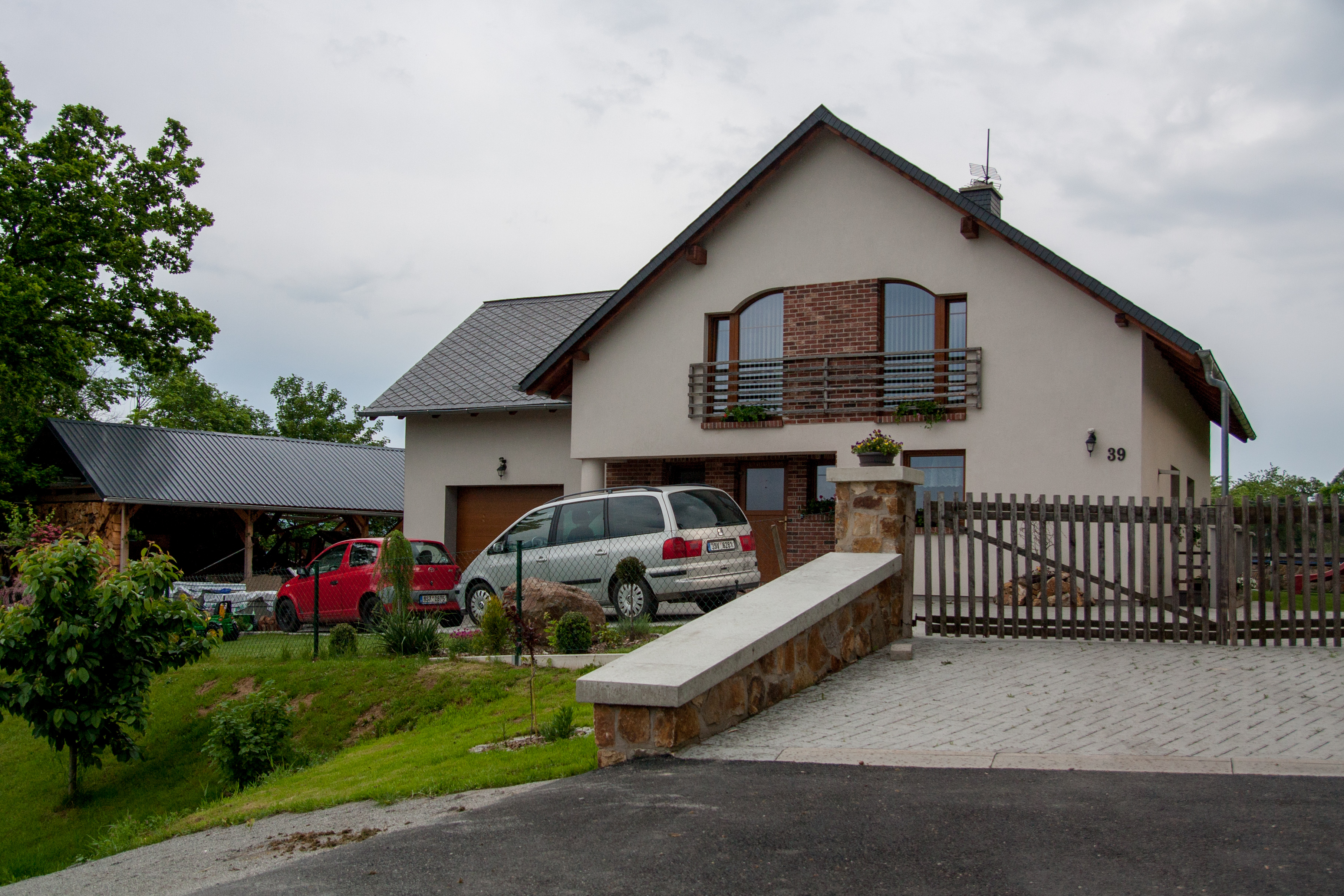
Dům (2019)
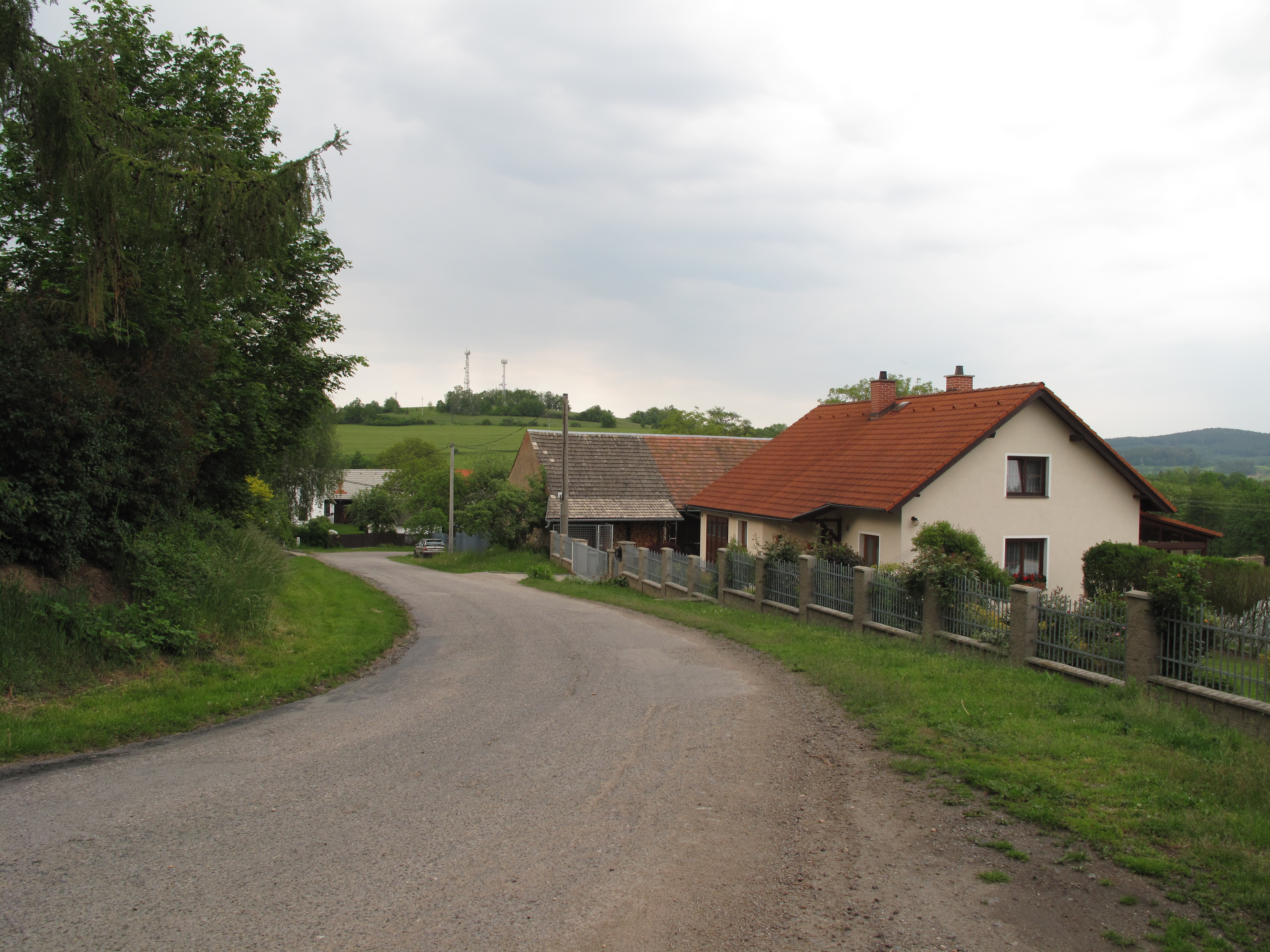
Cesta (2019)
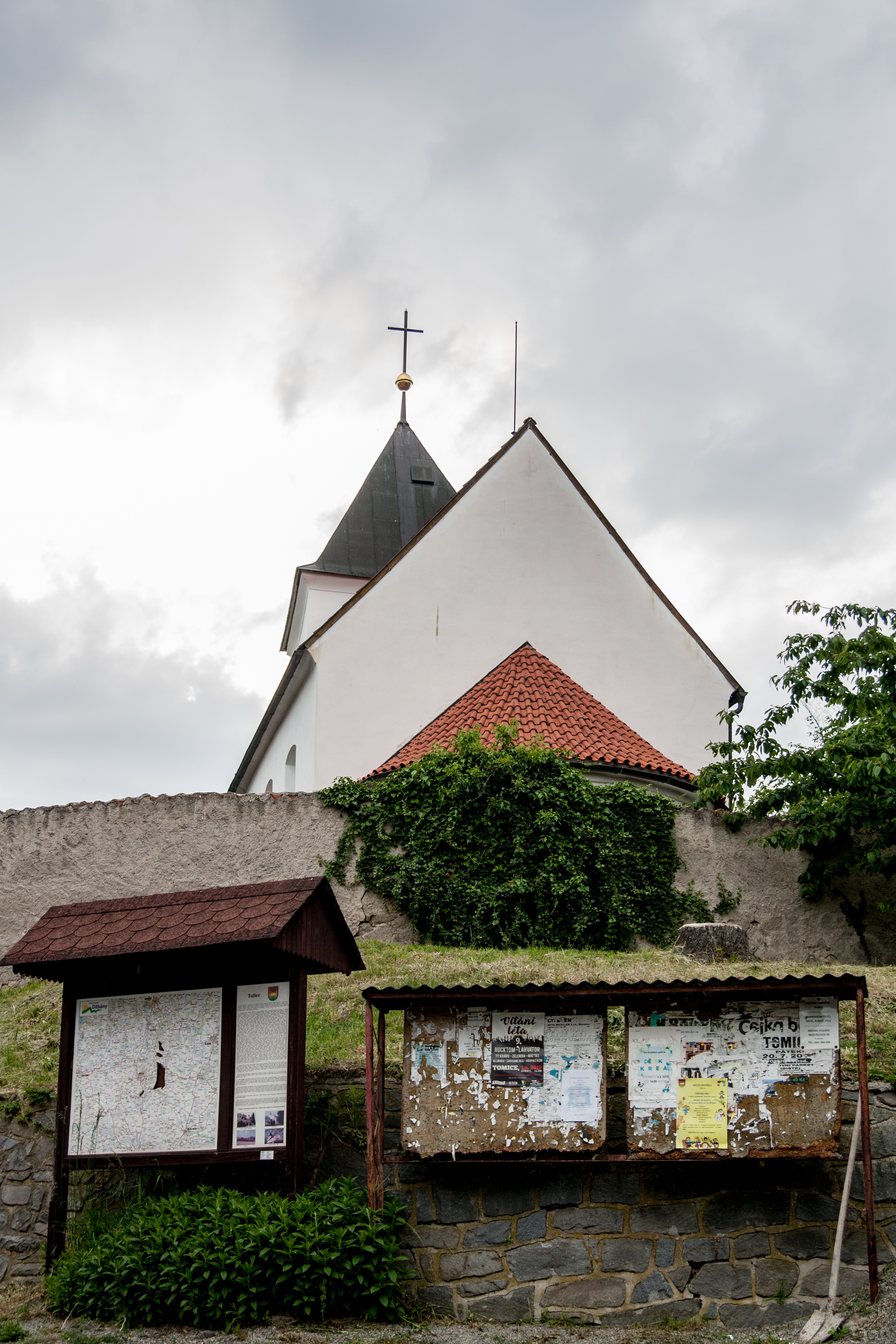
Vývěsky (2019)
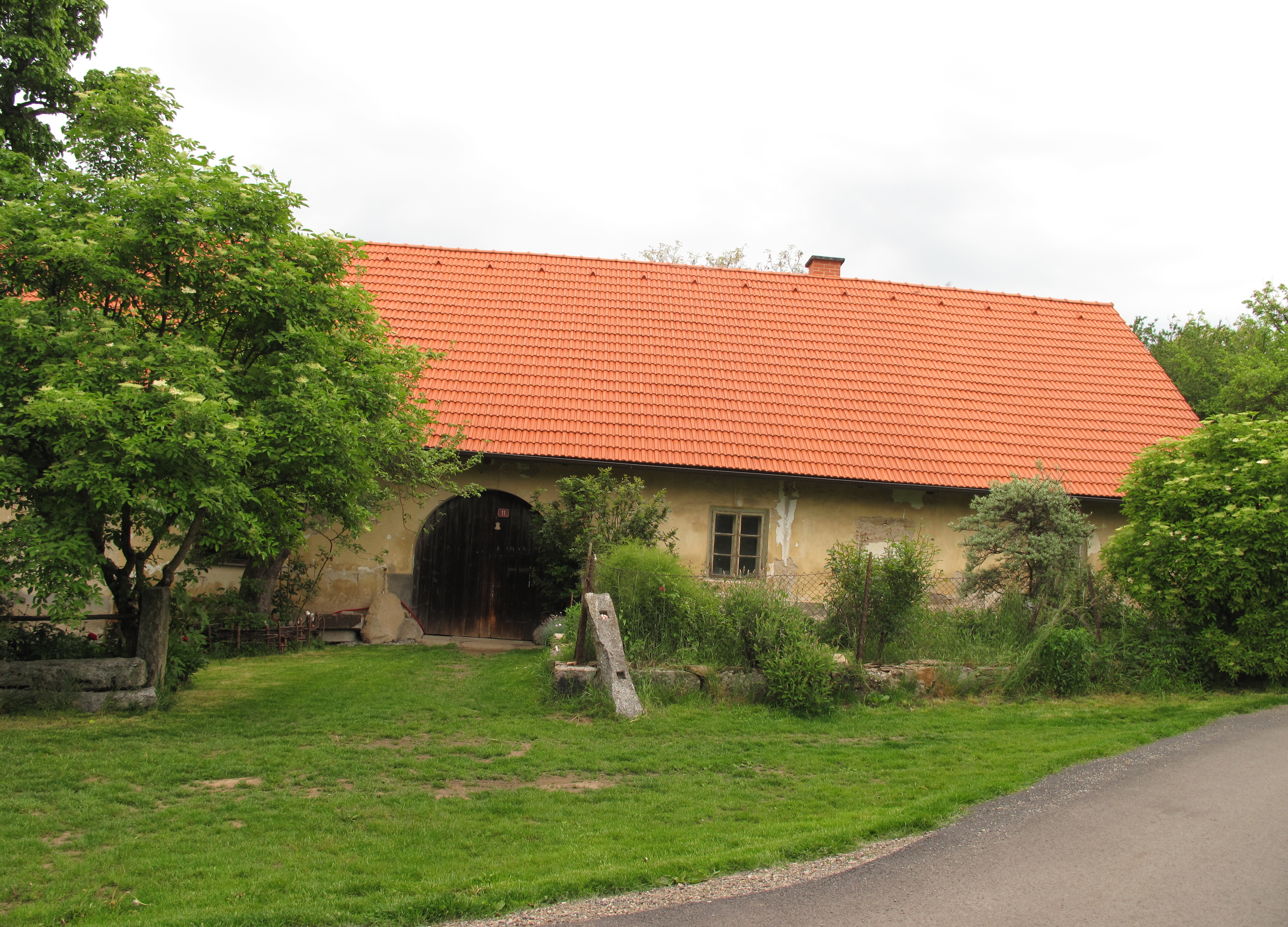
Stodola (2019)